# Bulbophyllum bulliferum
Bulbophyllum bulliferum là một loài phong lan thuộc chi Bulbophyllum.